# If 〜イフ〜
『if 〜イフ〜』は1993年4月29日にActiveより発売されたオムニバス形式の18禁恋愛アドベンチャーゲーム。
シリーズとして、『if2 〜イフ2〜』、『if3 〜イフ3〜』がある。1996年には全シナリオを1枚のCD-ROMにまとめた『if 1・2・3 CD Collection』が発売された。

## 特徴
Active初期のオムニバス作品。原画/シナリオ作者の組み合わせが同じものは1組しかなく（『Tri angle』と『魔法少女のように』）、シナリオにも当時のアダルトゲームにはない視点のものが見受けられる（ホモが主人公の『やっぱり薔薇が好き』、男の子にアタックする女の子主人公の『決戦は学校で』など）。その後のActive作品群の方向を決めるための、実験作だったと言える。

## シナリオ

### if 〜イフ〜
- シナリオ1：和也君の憂鬱な一日
- シナリオ2：Tri angle
- シナリオ3：桔梗の花
- シナリオ4：マディ救出大作戦

### if2 〜イフ2〜
- シナリオ5：やっぱり薔薇が好き
- シナリオ6：プリティ・ウーマン
- シナリオ7：決戦は学校で

### if3 〜イフ3〜
- シナリオ8：自殺志願
- シナリオ9：魔法少女のように
- シナリオ10：EDAY&MAGY

### if 1・2・3 CD Collection
- シナリオ11：嵯峨山麓呪い村

## スタッフ
- シナリオ：ぱか/タトラン/中嶋悟/ぽち屋/聖少女
- 原画：Y.S./羽林藤野/かざかみしゅん（風上旬）/タトラン/聖少女
- BGM：PIYONA（与猶啓至、伊藤康夫）

## 評価
IGNの歐陽宇亮は、アダルトゲームにおける男色描写の中で印象に残ったものの一つとして、『if2 〜イフ2〜』に収録されたシナリオ「やっぱり薔薇が好き」を挙げている。